# Prorastomidae
Prorastomidae (лат.) — семейство вымерших водных млекопитающих из отряда сирен. В отличие от современных сирен, представители этого семейства обладали развитыми конечностями и могли перемещаться по суше.
Ископаемые остатки Prorastomidae найдены в эоценовых отложениях на территории Сенегала, США,  Ямайки.

## Классификация
В этом семействе известно два вымерших монотипических рода:
- Pezosiren Domning, 2001
  - Pezosiren portelli Domning, 2001
- Prorastomus Owen, 1855
  - Prorastomus sirenoides Owen, 1855